# Hagumi Wada
Hagumi Wada (japanisch 和田 育 Wada Hagumi; * 19. Dezember 2000 in der Präfektur Nara) ist ein japanischer Fußballspieler.

## Karriere
Hagumi Wada erlernte das Fußballspielen in der Universitätsmannschaft der Universität Tsukuba. Seinen ersten Vertrag unterschrieb er am 1. Februar 2023 bei Azul Claro Numazu. Der Veren aus Numazu, einer Stadt in der Präfektur Shizuoka, spielt in der dritten japanischen Liga. Sein Drittligadebüt gab Hagumi Wada am 5. März 2023 (1. Spieltag) im Auswärtsspiel gegen Kamatamare Sanuki. Bei der 1:0-Niederlage stand er in der Startelf und wurde in der 74. Minute gegen Mikhael Akatsuka ausgewechselt.